# تحصیل نارووال
تحصیل نارووال (به انگلیسی: Narowal Tehsil) یک تحصیل در پاکستان است که در پنجاب واقع شده‌است.